# Lada Largus
LADA Largus — ліцензійна версія автомобіля Dacia Logan MCV, яку вперше показали на мотор-шоу в Москві в 2010 році під назвою Проєкт R90.

## Опис

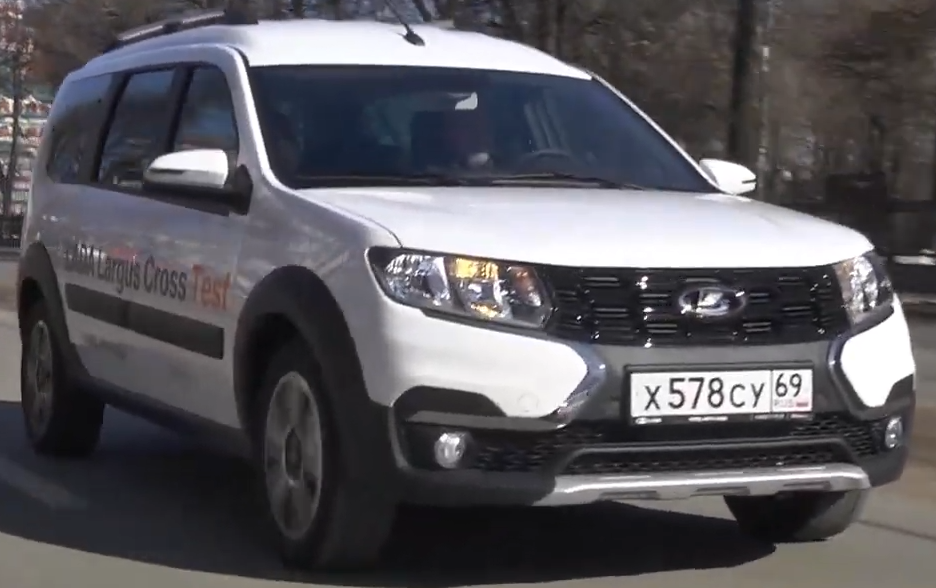
Lada Largus (з 2021)

Виробництво 5-місного автомобіля Лада Ларгус почалося в квітні 2012 року, а її продажі стартували в влітку 2012 року. 7-місний варіант зійшов з конвеєра пізніше.
Передня підвіска незалежна, важільно-пружинна типу Макферсон, з телескопічними амортизаторними стійками, витими пружинами, нижніми поперечними важелями і стабілізатором поперечної стійкості.
Задня підвіска напівнезалежна, важільно-пружинна з амортизаторами, поздовжніми важелями, шарнірно закріпленими на кузові автомобіля і пов'язаними між собою поперечною балкою U-подібного перетину. Подовжні важелі з'єднані з кузовом сайлентблоками. Пружини підвіски циліндричні. Верхні і нижні кінці пружин спираються на пружні гумові прокладки. У балці підвіски може бути встановлений стабілізатор поперечної стійкості торсіонного типу.
Серійні Lada Largus отримали в залежності від модифікації кондиціонер, АБС, «музику» з MP3. У максимальній комплектації машина буде оснащуватися відразу чотирма подушками безпеки.
Особливості базової комплектації: водійська подушка, ремені безпеки, вакуумний гальмівний підсилювач, інерційні ремені безпеки, задні підголовники.

## Модифікації

### Largus R90
Пасажирський універсал пропонується в 5 і 7-місцевому виконанні.
У 5-місному варіанті об'єм багажного відділення досягає 700 літрів (при складених сидіннях 2 і 3 ряду - 2350 л). 

### Largus F90
Вантажний фургон, на відміну від Largus R90, модель F90 має глухі задні і бічні панелі.
Об'єм вантажного відсіку - 2,5 м³, вантажопідйомність - 800 кг. Розміри фургона дозволяють розмістити вантаж довжиною до 1936 міліметрів.

### Largus Cross
Як і звичайний Largus, пропонується в 5 і 7-місному варіантах.
У 2016 році, на честь свого 50-річчя АвтоВАЗ представив Largus Cross Black Edition. Від стандартної версії відрізняється новими чорними дисками, дахом і бічними дзеркалами.

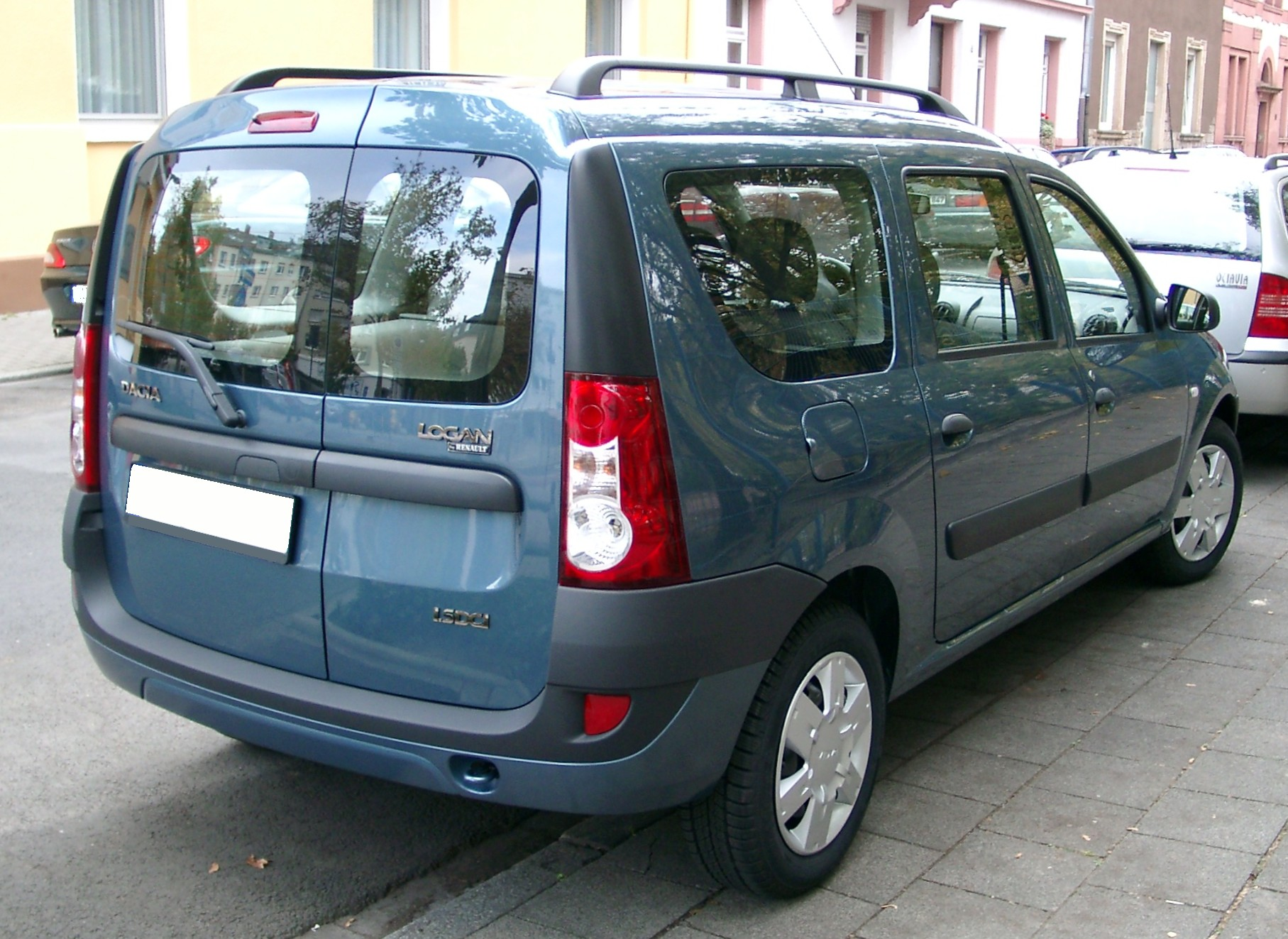
Dacia Logan універсал
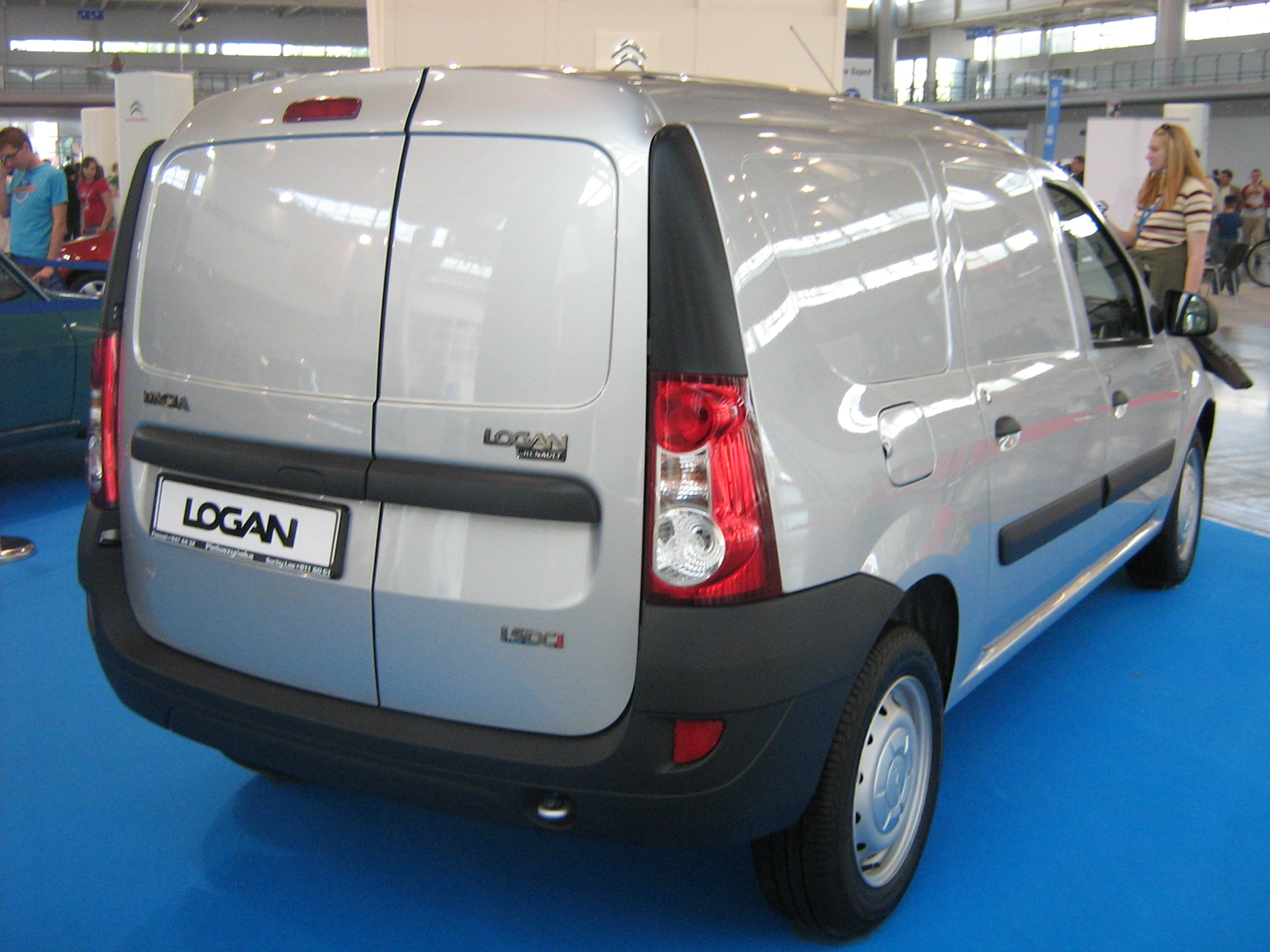
Dacia Logan фургон
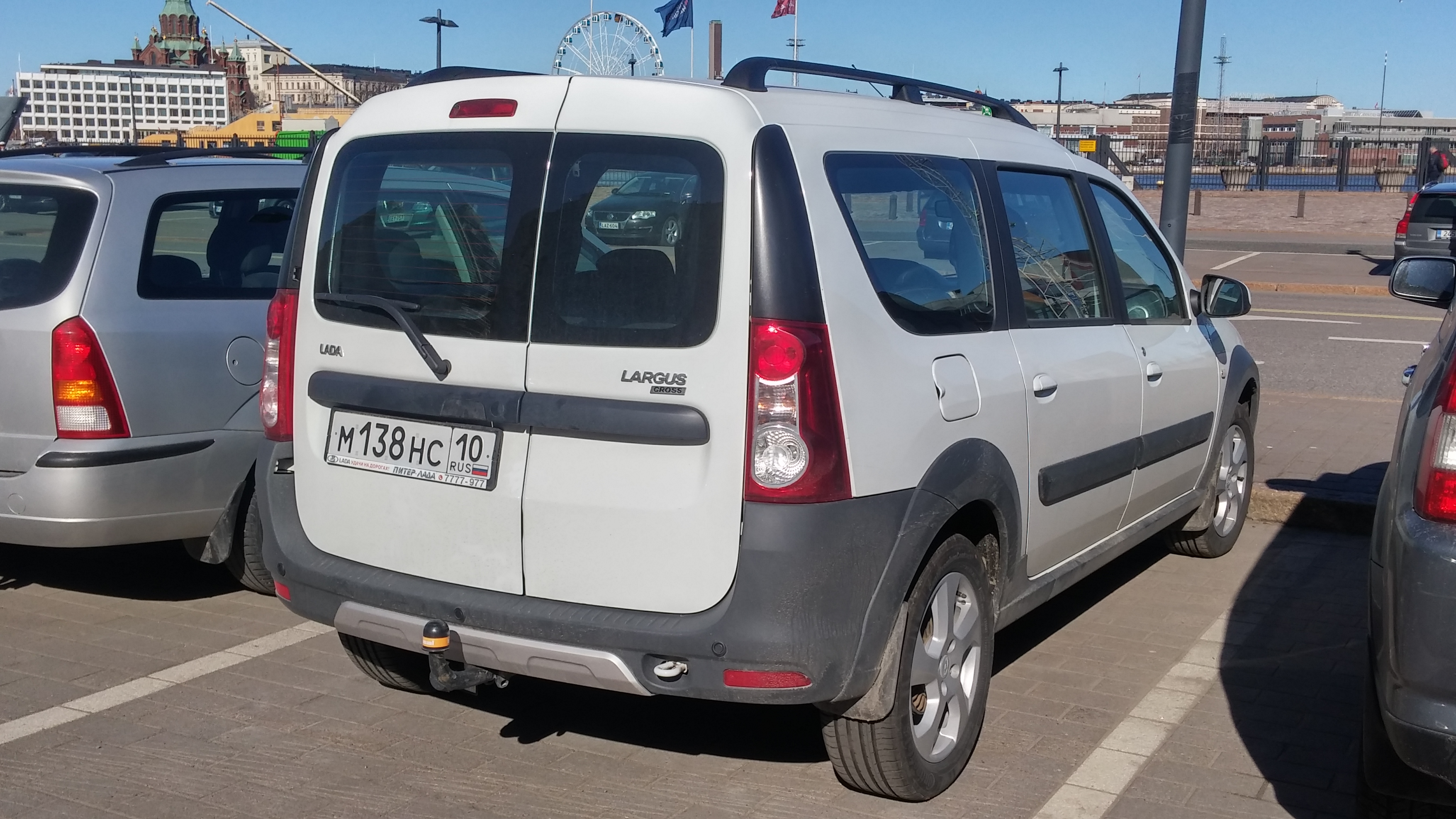
Lada Largus Cross

## Двигуни
| Бензинові   |        |          |                  |             |                         |                          |                                   |                              |                       |              |
| Індекс      | Модель | Об'єм    | Система живлення | Клапани/ГРМ | Потужність при об/хв    | Крутний момент при об/хв | Розгін від 0 до 100 км/год секунд | Максимальна швидкість км/год | Витрата пального (EU) | Роки випуску |
| Дивигуни Р4 |        |          |                  |             |                         |                          |                                   |                              |                       |              |
| 1,6i        | K7M    | 1596 см³ | інжектор         | 8/SOHC      | 90 к. с. (66 кВт)/5500  | 128 Нм/3000              | ?                                 | ?                            | ?                     | з 2012       |
| 1,6i 16V    | K4M    | 1596 см³ | інжектор         | 16/DOHC     | 102 к. с. (75 кВт)/5750 | 145 Нм/3750              | ?                                 | ?                            | ?                     | з 2012       |
| 1.          |        |          |                  |             |                         |                          |                                   |                              |                       |              |